# Rivalité entre le Brésil et la France en football
La rivalité entre le Brésil et la France en football désigne les rencontres de football où se sont affrontées l'équipe du Brésil et l'équipe de France.

## Histoire
La France et le Brésil ont disputé des duels mémorables. En 1958, pour leur premier affrontement officiel, le Brésil élimine la France en demi-finale de coupe du monde sur le score de 5-2, grâce à un triplé du jeune Pelé. Il s'agit du dernier match officiel remporté par la Seleção contre les Bleus. En 1986, les Français éliminent les Brésiliens en quart de finale de la coupe du monde, aux tirs au but, à l'issue d'un match inoubliable. En 1998, les deux équipes se rencontrent en finale à Saint-Denis, que les Français remportent largement (3-0), grâce à un doublé de Zinédine Zidane. En 2006, les Bleus du même Zidane, éliminent les champions du monde brésiliens en quart de finale (1-0), et achèveront la compétition en tant que finaliste pour la deuxième fois de leur histoire. En février 2011, la France bat de nouveau le Brésil dans un match amical à domicile sur le score de 1-0. En juin 2013, les français s'inclinent face au Brésil de Neymar dans un match amical à Porto Alegre sur le score de 3-0. En mars 2015, le Brésil du même Neymar (qui inscrira le but du 1-2) remporte le match sur le score de 1-3 à Saint-Denis.

## Liste des rencontres
|    | Date             | Lieu                  | Match           | Score            | Compétition                                 |
| 1  | 1er août 1930    | Rio de Janeiro Brésil | Brésil - France | 3-2              | Match amical                                |
| 2  | 24 juin 1958     | Stockholm Suède       | Brésil - France | 5-2              | Coupe du monde 1958 (demi-finale)           |
| 3  | 28 avril 1963    | Colombes France       | France - Brésil | 2-3              | Match amical                                |
| 4  | 30 juin 1977     | Rio de Janeiro Brésil | Brésil - France | 2-2              | Match amical                                |
| 5  | 1er avril 1978   | Paris France          | France - Brésil | 1-0              | Match amical                                |
| 6  | 15 mai 1981      | Paris France          | France - Brésil | 1-3              | Match amical                                |
| 7  | 21 juin 1986     | Guadalajara Mexique   | Brésil - France | 1-1 ap (3-4) tab | Coupe du monde 1986 (quart de finale)       |
| 8  | 26 août 1992     | Paris France          | France - Brésil | 0-2              | Match amical                                |
| 9  | 3 juin 1997      | Lyon France           | France - Brésil | 1-1              | Tournoi de France (match amical)            |
| 10 | 12 juillet 1998  | Saint-Denis France    | Brésil - France | 0-3              | Coupe du monde 1998 (finale)                |
| 11 | 7 juin 2001      | Suwon Corée du Sud    | France - Brésil | 2-1              | Coupe des confédérations 2001 (demi-finale) |
| 12 | 20 mai 2004      | Saint-Denis France    | France - Brésil | 0-0              | Centenaire FIFA (match amical)              |
| 13 | 1er juillet 2006 | Francfort Allemagne   | France - Brésil | 1-0              | Coupe du monde 2006 (quart de finale)       |
| 14 | 9 février 2011   | Saint-Denis France    | France - Brésil | 1-0              | Match amical                                |
| 15 | 9 juin 2013      | Porto Alegre Brésil   | Brésil - France | 3-0              | Match amical                                |
| 16 | 26 mars 2015     | Saint-Denis France    | France - Brésil | 1-3              | Match amical                                |

## Meilleurs buteurs
| Joueur          | Equipe | Buts | Années    |
| --------------- | ------ | ---- | --------- |
| Pelé            | Brésil | 6    | 1957-1971 |
| Heitor          | Brésil | 2    | 1919-1930 |
| Oscar           | Brésil | 2    | 2011-     |
| Edmond Delfour  | France | 2    | 1929-1938 |
| Zinédine Zidane | France | 2    | 1994-2006 |
| Michel Platini  | France | 2    | 1976-1987 |
| Didier Six      | France | 2    | 1976-1984 |

## Bilan
- Total de matchs disputés : 16
- Victoires de l'équipe de France : 5 (1978, 1998, 2001, 2006, 2011)
- Matchs nuls : 4 (1977, 1986, 1997, 2004)
- Victoires de l'équipe du Brésil : 7 (1930, 1958, 1963, 1981, 1992, 2013, 2015)
- Total de buts marqués par l'équipe de France : 20
- Total de buts marqués par  l'équipe du Brésil : 27

## Sources
- FFF.fr
- FIFA.com - Brésil-France